# Odontodes subfasciata
Odontodes subfasciata là một loài bướm đêm trong họ Noctuidae.